# Daptonema clavicaudatum
Daptonema clavicaudatum is een rondwormensoort uit de familie van de Xyalidae.